# Curtis Malik
Pour les articles homonymes, voir Malik.
Curtis Malik, né le 26 juillet 1999 à Redhill, est un joueur de squash représentant l'Angleterre. Il atteint le 30e rang mondial en juin 2025, son meilleur classement.
Sa sœur Torrie et ses frères Perry, Bailey et Heston sont aussi joueurs professionnels,.

## Biographie
Curtis Malik remporte le titre des championnats d'Angleterre et de Grande-Bretagne dans différentes catégories d'âge chez les juniors. Il rentre dans le top 50 mondial en se classant 49e en mai 2023. Avec l'équipe nationale anglaise, il est champion d'Europe par équipes en 2023.

## Palmarès

### Titres
- Championnats d'Europe par équipes : 3 titres (2023, 2024, 2025)

### Finales
- Nash Cup 2024